# Westamerikanischer Schwertfarn
Der Westamerikanische Schwertfarn (Polystichum munitum) ist ein immergrüner Farn, der im Westen Nord-Amerikas beheimatet ist. Dort gehört er zu den häufigsten Farnen.

## Merkmale
Die dunkelgrünen Wedel dieses Farns werden 50–180 cm lang und sprießen als kompakte Gebilde radial aus einer runden Basis. Sie sind einfach gefiedert, wobei die einzelnen Blattfiedern alternierend angeordnet sind. Die Fiedern sind 1–15 cm lang mit einem kleinen aufwärts zeigenden Lappen (einem Schwertgriff ähnlich – daher der Name) an der Basis. Die Ränder sind gesägt und haben borstige Spitzen. Einzelne Wedel leben anderthalb bis zweieinhalb Jahre und bleiben auch nach Austrocknung mit dem Rhizom verbunden. Die runden Sori besetzen jeweils zwei Reihen beidseits der Mittelrippe jeder Fieder und sind von einem zentralen schirmartigen Indusium mit fransigen Rändern bedeckt. Sie produzieren hellgelbe Sporen.

## Verbreitung und Lebensraum

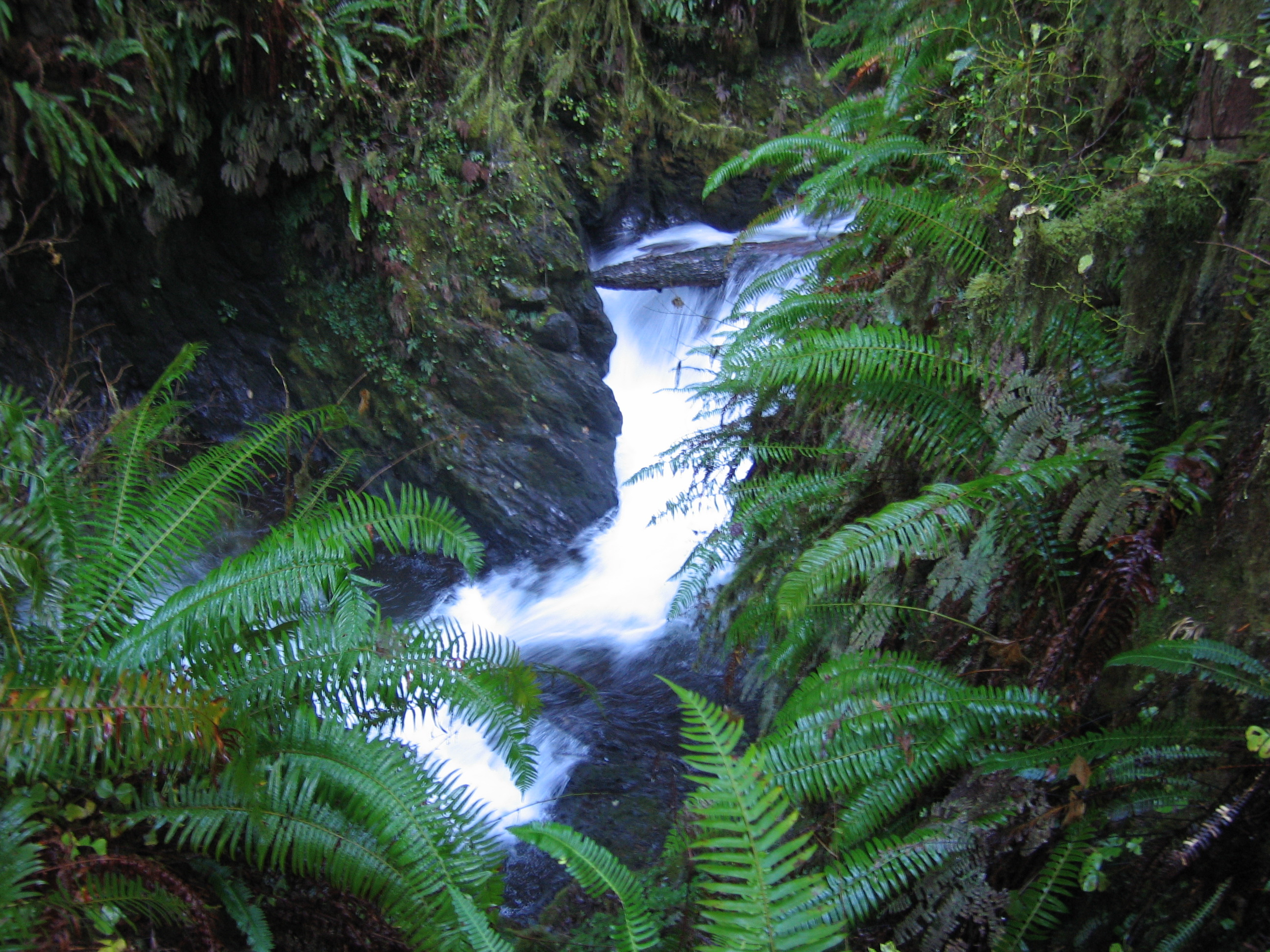
Schwertfarn-Lebensraum nahe Lake Quinault in Washington

Der Westamerikanische Schwertfarn kommt entlang der Küste von Südost-Alaska bis zum südlichen Kalifornien vor. Im Landesinneren ist er im südöstlichen British Columbia, im nördlichen Idaho und im westlichen Montana zu finden; außerdem gibt es isolierte Populationen im nördlichen British Columbia, ein einzelnes Vorkommen in den Black Hills in South Dakota und auf der mexikanischen Insel Guadalupe westlich der Halbinsel Niederkalifornien (hier teilweise als eigene Art Polystichum solitarium Maxon aufgefasst).
Der bevorzugte Lebensraum dieses Farns ist der Unterwuchs feuchter Nadelwälder in niedrigen Höhenlagen. Am besten gedeiht er auf gut drainierten sauren Böden mit hohem Humus- und geringem Steingehalt. Schwertfarne sind sehr robust und können plötzlich auftretende Trockenperioden überstehen, bevorzugen jedoch kühleres Wetter mit gleichmäßiger Feuchtigkeit und hellem Sonnenlicht. Der Farn ist imstande, größere Mengen Feuchtigkeit über seine Blätter aus Nebel aufzunehmen.  In Kultur genommen reagieren sie auch positiv auf geringe Düngergaben. Die Art tritt vikariierend mit dem nahe verwandten und ähnlichen Polystichum imbricans auf, wobei Polystichum munitum die dunkleren und feuchteren Standorte einnimmt. In den Übergangszonen zwischen den Vorzugshabitaten beider Arten treten Hybride zwischen ihnen auf.
Während dieser Farn im westlichen Nordamerika bevorzugt in Kultur genommen wird, hat es sich als schwierig bis unmöglich erwiesen, zufriedenstellende Ergebnisse im östlichen Teil des Kontinents zu erzielen.

## Nutzung
Im Frühjahr, wenn nichts anderes verfügbar war, wurde der Farn traditionell als Nahrungsmittel von verschiedenen Stämmen der Indianer genutzt, namentlich von den Quileute, Makah, Klallam, Squamish, Sechelt und Haida. Dazu wurden die Rhizome geröstet und geschält und so gegessen.
Die Pflanze wird allgemein von Floristen und Gärtnern als Grünpflanze verwendet.

## Phylogenie und Systematik
Schwesterart von Polystichum munitum ist nach genetischen Daten der westamerikanische, morphologisch recht ähnliche Polystichum imbricans, mit dem er auch Hybride bilden kann. Beide Arten gehören in eine fast weltweit verbreitete Klade, die auch zahlreiche Arten der Alten Welt mit umfasst.